# DB Bahnbau Gruppe

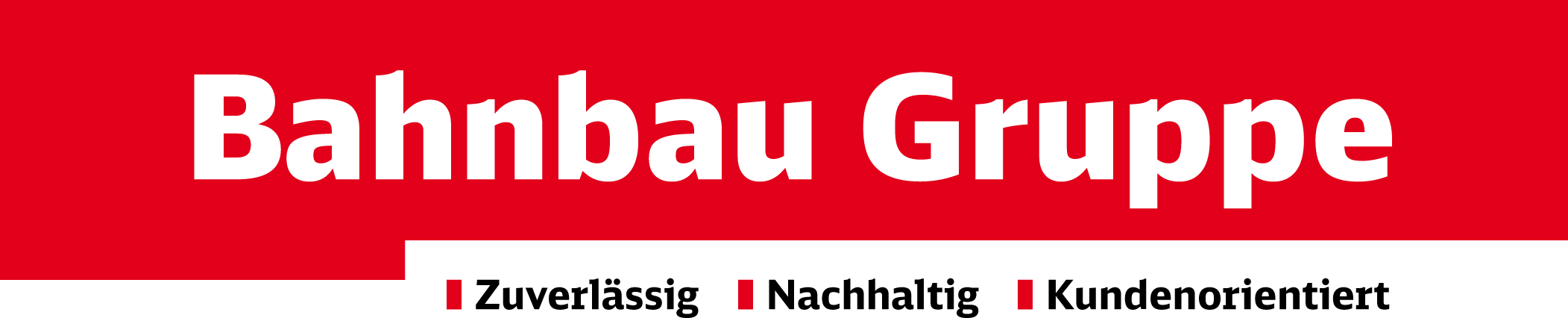
Logo storico del Bahnbau Gruppe

DB Bahnbau Group GmbH è una filiale della Deutsche Bahn AG (DB). Dal 1º gennaio 2010 questa filiale riunisce tutte le aziende del Gruppo DB che forniscono lavori di costruzione sull'infrastruttura ferroviaria in Germania e in Europa.

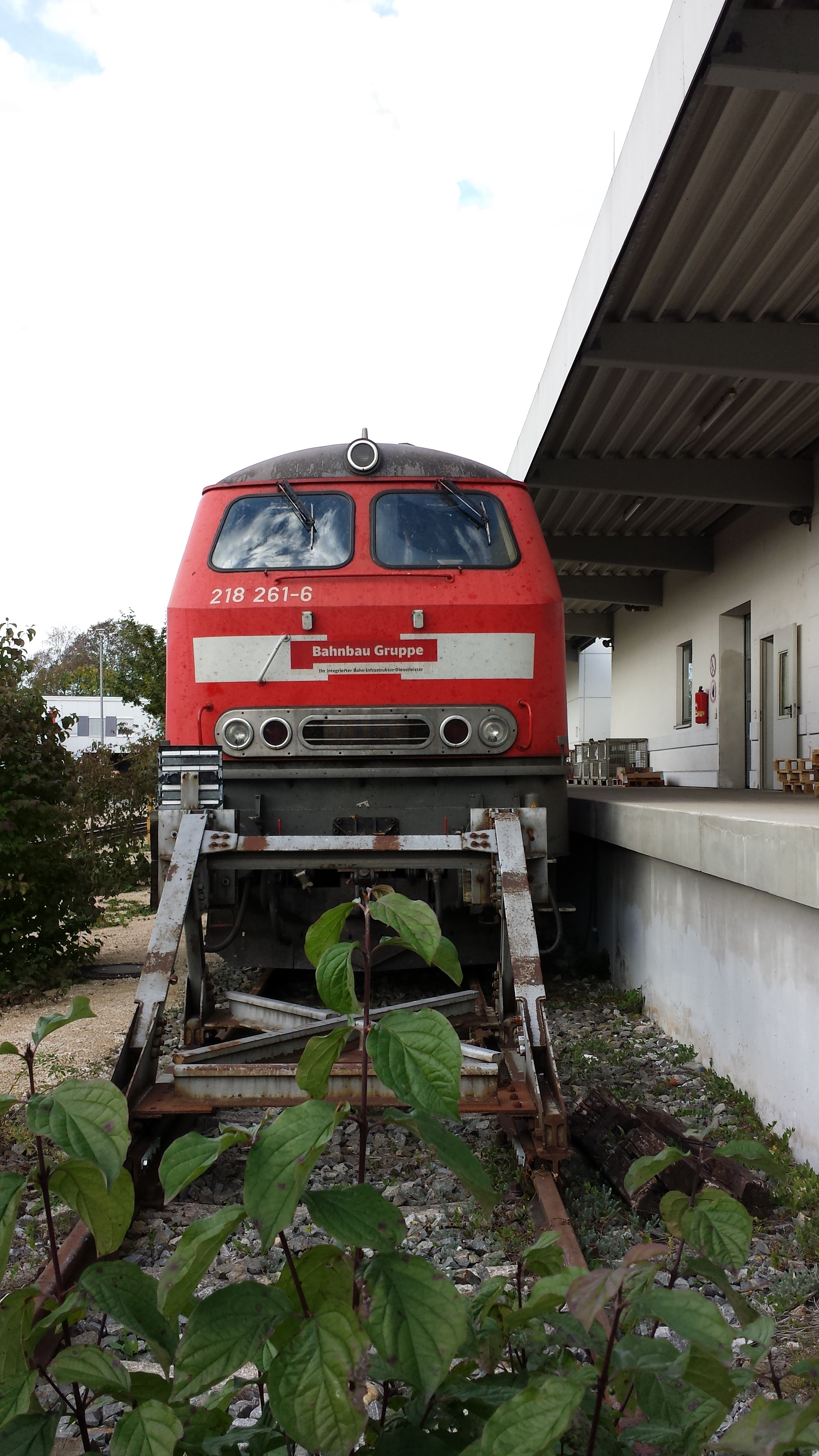
Locomotiva della serie 218 del cantiere di Augusta

Le aziende fuse dal 1º gennaio 2010 nella nuova DB Bahnbau Group GmbH sono:
- DB Bahnbau GmbH
- Deutsche Gleis- und Tiefbau GmbH
- Deutsche Bahn Gleisbau GmbH
- Ingegneria, Ponti e Ingegneria Civile GmbH

DB Bahnbau Gruppe GmbH è una filiale al 100% di Deutsche Bahn e in precedenza era una filiale di DB Netz fino al 31 maggio 2016.

## Storia
Il 15 novembre 2003, la DB Netz AG ha annunciato nella Gazzetta ufficiale dell'Unione Europea l'intenzione di trasferire fino al 49,9% delle azioni della DB Bahnbau GmbH a un investitore. Questo passo avrebbe fatto parte di una ristrutturazione strategica e dell'apertura dell'azienda a investitori privati. Le azioni avrebbero dovuto essere vendute gradualmente, con un periodo di transizione fino a otto anni, dopo il quale l'azienda sarebbe stata interamente privata.
Tuttavia, questi piani sono stati successivamente abbandonati. Le ragioni per la sospensione del processo di vendita non sono completamente documentate, ma è probabile che siano intervenuti fattori interni, politici o economici che hanno portato a questa decisione. Di conseguenza, la DB Bahnbau GmbH è rimasta sotto il controllo pubblico e la vendita delle azioni non è stata realizzata.
Il cliente principale è DB infraGO con cui effettua lavori di manutenzione alle linee ferroviarie.